# پتر پیترس
پتر پیترس (هلندی: Peter Pieters؛ زادهٔ ۲ فوریهٔ ۱۹۶۲) ورزشکار دوچرخه‌سواری پیست اهل هلند است.
وی در مسابقات کشوری و بین‌المللی در مجموع برندهٔ ۱ مدال طلا، ۱ مدال برنز شده‌است.